# Mohe
Mohe és una ciutat-comtat de la Prefectura de Daxing'anling, província de Heilongjiang, República Popular de la Xina. És la ciutat xinesa que es troba més al nord del país.

## Clima
Mohe, per virtut de la seva ubicació septentrional, és un de les poques localitats de la Xina amb un clima subàrtic (classificació Köppen), amb hiverns llargs i severs, i estius curts i tebis. L'hivern comença a mitjans octubre i dura fins a finals d'abril, quan les temperatures són normalment encara les més fredes de tot el país. Les temperatures mitjanes són sota zero durant gairebé set mesos de l'any, i el període sense gebrada és només de 90 dies. A més, la variació de temperatura diürna és gran, amb una mitjana de 17.2 °C anualment. Els rangs de temperatura mitjanes mensuals van de −28.2 °C al gener a 18.3 °C al juliol, amb una mitjan anual de −3.90 °C, trobant-se la ciutat només una mica al sud de la línia de permagel permanent. Les temperatures extremes han variat de −52.3 °C a 39.3 °C.

## Geografia
Mohe es troba a la punta nord d'Heilongjiang, a una latitud de 52° 10'−53° 33' N i 121° 07'−124° 20' E. Té frontera amb la província russa de l'Amur i el krai de Zabaikàlie. El riu Amur fa de frontera al llarg de 245 quilòmetres en aquest territori. El poble xinès més al nord, a la latitud de 53° 29' N, conegut com el poblat Beiji (北极村, literalment "el més al nord"), forma part de la ciutat-comtat de Mohe, al costat del riu Amur. S'hi poden veure rarament les aurores polars.
Mohe cobreix 150 km de nord a sud i té una àrea total de 18,233 km², ocupant 21.6% de l'àrea de la prefectura de Daxing'anling i 3.9% de la de la província d'Heilongjiang. Això representa una densitat de població de només 4.64 persones/km².

## Transport

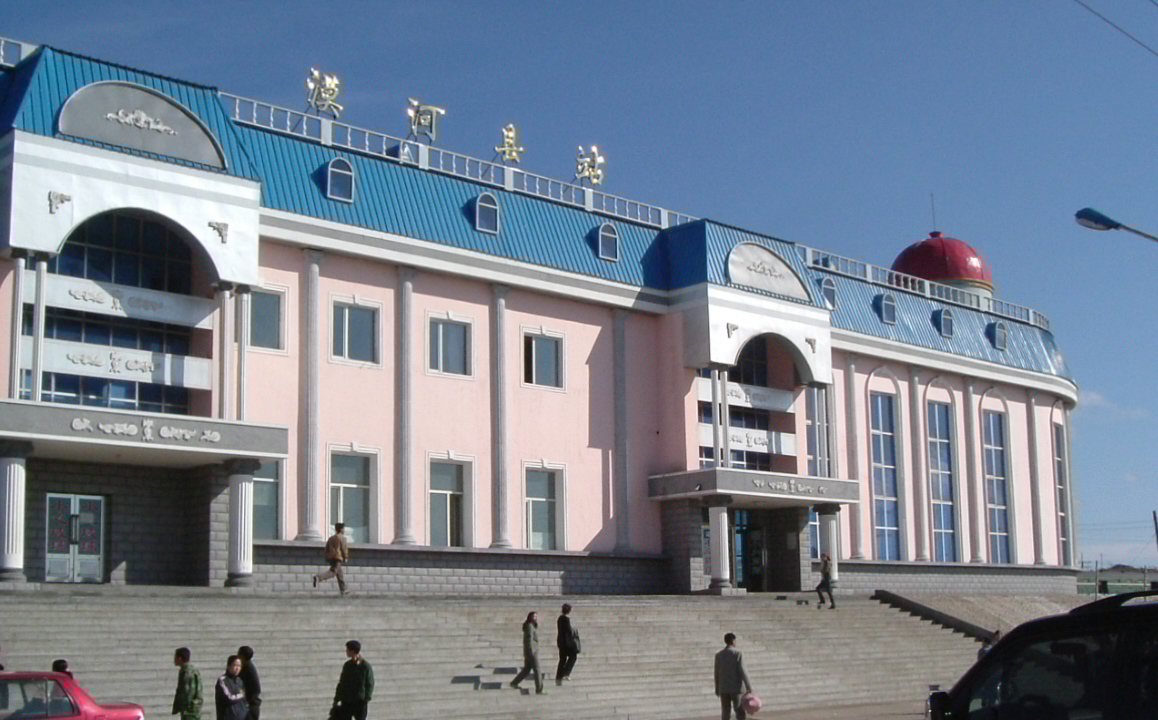
Estació de ferrocarril de Mohe

L'estació de ferrocarril de Mohe va obrir el 1972, sent l'estació de tren més al nord de la Xina. Té servei de passatgers regular amb Harbin, Qiqihar i Shenyang.
L'aeroport Mohe Gulian va obrir el 2008, sent l'aeroport més septentrional del país.

## Fills il·lustres
- Chi Zijian (1964-) escriptora. Premi Mao Dun de Literatura de l'any 2008 i tres cops guanyadora del Premi Lu Xun de Literatura